# Campionati europei di ciclismo su pista 2020 - Inseguimento a squadre maschile
L'inseguimento a squadre maschile ai Campionati europei di ciclismo su pista 2020 si è svolta l'11 e  il 12 novembre 2020 presso il velodromo Kolodruma di Plovdiv, in Bulgaria.

## Podio
| Pos.    | Atleta                                                            | Nazionalità |
| ------- | ----------------------------------------------------------------- | ----------- |
| Oro     | Alexander Dubchenko Lev Gonov Nikita Bersenev Aleksandr Evtušenko | Russia      |
| Argento | Francesco Lamon Stefano Moro Jonathan Milan Gidas Umbri           | Italia      |
| Bronzo  | Claudio Imhof Simon Vitzthum Lukas Rüegg Dominik Bieler           | Svizzera    |

## Risultati

### Qualifiche
| Posizione | Atlete                                                            | Nazione     | Tempo    | Gap     | Note |
| --------- | ----------------------------------------------------------------- | ----------- | -------- | ------- | ---- |
| 1         | Alexander Dubchenko Lev Gonov Nikita Bersenev Aleksandr Evtušenko | Russia      | 3:55.677 |         |      |
| 2         | Francesco Lamon Stefano Moro Jonathan Milan Gidas Umbri           | Italia      | 3:56.787 | +1.110  |      |
| 3         | Claudio Imhof Simon Vitzthum Lukas Rüegg Dominik Bieler           | Svizzera    | 3:57.881 | +2.204  |      |
| 4         | Mikhail Shemetau Raman Tsishkou Jaŭhen Karalëk Dzianis Mazur      | Bielorussia | 4:00.902 | +5.225  |      |
| 5         | Maksym Vasyliev Volodymyr Dzhus Vitaliy Hryniv Roman Gladysh      | Ucraina     | 4:04.057 | +8.380  |      |
| 6         | José Moreno Sánchez Óscar Pelegrí Erik Martorell Javier Serrano   | Spagna      | 4:06.444 | +10.767 |      |

### Batterie
I migliori 2 tempi si qualificano alla finale per l'oro, il terzo e quarto si qualificano alla finale per il bronzo
| Posizione | Batteria | Atleti                                                                    | Nazione     | Tempo    | Note |
| --------- | -------- | ------------------------------------------------------------------------- | ----------- | -------- | ---- |
| 1         | 3        | Alexander Dubchenko Lev Gonov Nikita Bersenev Aleksandr Evtušenko         | Russia      | 3:55.677 | Q    |
| 2         | 2        | Francesco Lamon Stefano Moro Jonathan Milan Gidas Umbri                   | Italia      | 3:56.569 | Q    |
| 3         | 2        | Claudio Imhof Simon Vitzthum Lukas Rüegg Dominik Bieler                   | Svizzera    | 3:57.591 | q    |
| 4         | 3        | Mikhail Shemetau Raman Tsishkou Jaŭhen Karalëk Dzianis Mazur              | Bielorussia | 3:59.079 | q    |
| 5         | 1        | Maksym Vasyliev Volodymyr Dzhus Vitaliy Hryniv Illia Klepikov             | Ucraina     | 4:04.540 |      |
| 6         | 1        | José Moreno Sánchez Jaime Romero Villanueva Erik Martorell Javier Serrano | Spagna      | 4:15.873 |      |

### Finali
| Classifica           | Atlete                                                            | Nazione     | Tempo    | Gap    |
| -------------------- | ----------------------------------------------------------------- | ----------- | -------- | ------ |
| Finale per l'oro     |                                                                   |             |          |        |
| 1                    | Alexander Dubchenko Lev Gonov Nikita Bersenev Aleksandr Evtušenko | Russia      | 3:54.677 |        |
| 2                    | Francesco Lamon Stefano Moro Jonathan Milan Gidas Umbri           | Italia      | 3:54.787 | +0.110 |
| Finale per il bronzo |                                                                   |             |          |        |
| 3                    | Claudio Imhof Simon Vitzthum Lukas Rüegg Dominik Bieler           | Svizzera    | 3:55.051 |        |
| 4                    | Mikhail Shemetau Raman Tsishkou Jaŭhen Karalëk Dzianis Mazur      | Bielorussia | 4:00.372 | +5.321 |